# Strmca (gmina Postojna)
Strmca – wieś w Słowenii, w gminie Postojna. W 2018 roku liczyła 90 mieszkańców.